# أتروبوس
أتروبوس أو آيسى (/ ætrəpɒs /؛ اليونانية القديمة: Ἄτροπος) في الأساطير اليونانية كانت واحدة من ثلاثة آلهة مويراي، آلهة الموت والقدر. كان معادلها الروماني مورتا.
تعتبر أتروبوس هي الأكبر بين الأقدار الثلاثة، وكانت تُعرف باسم "المصير غير المرن. كانت أتروبوس هي من اختار آلية الموت وأنهت حياة البشر بقطع خيوطهم. عملت مع اثنين منها. الأخوات كلوثو التي نسجت الخيط ، ولاشيسيس التي قست الطول ، وقد ظهرت أتروبوس في عدة قصص مثل أتالانتا، وأخيل.